# Berdorf
Berdorf (luxemburguès Bäerdref, alemany Berdorf) és una comuna i vila a l'est de Luxemburg, que forma part del cantó d'Echternach. Comprèn les viles de Berdorf, Bollendorf-Pont, Grundhof i Weilerbach.
Limita amb Beaufort, Bollendorf (Alemanya), Waldbillig, Consdorf i Echternach.

## Població
| Nacionalitat   | Població | %      |
| -------------- | -------- | ------ |
| luxemburguesos | 791      | 60,66% |
| Forasters      | 513      | 39,34% |
| - portuguesos  | 117      | 8,97%  |
| - francesos    | 29       | 2,22%  |
| - italians     | 4        | 0,31%  |
| - belgues      | 26       | 1,99%  |
| - alemanys     | 45       | 3,45%  |
| - iugoslaus    | 239      | 18,33% |
| - altres       | 53       | 4,06%  |

## Evolució demogràfica
| Any        | Població |
| ---------- | -------- |
| 15/02/2001 | 1.304    |
| 01/01/2002 | 1.345    |
| 01/01/2003 | 1.355    |
| 01/01/2004 | 1.426    |
| 01/01/2005 | 1.432    |
| 31/12/2011 | 1.916    |